# Parque Avellaneda (Park)
Der Parque Avellaneda ist ein öffentlicher Park in der argentinischen Hauptstadt Buenos Aires. Er liegt im gleichnamigen Stadtteil Parque Avellaneda, der seinen Namen nach dem Park erhielt.

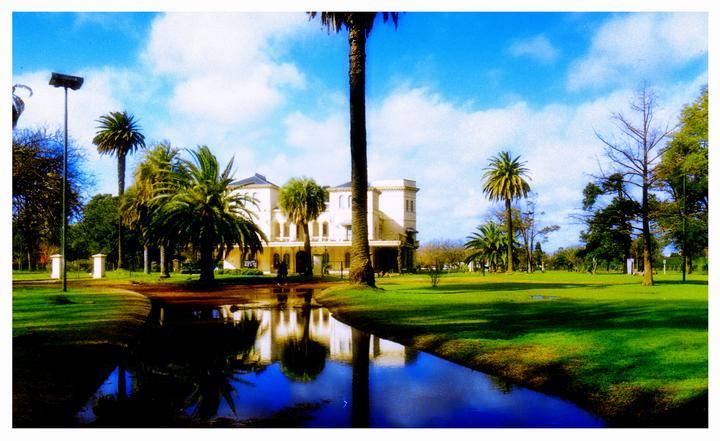
Die Villa Olivera

## Überblick
1755 wurde ein Grundstück knapp fünf Kilometer westlich von Buenos Aires an einen katholischen Orden übertragen, der dort ein Waisenhaus und eine Heilpflanzen-Plantage errichtete. Diese Plantage wurde 1828 von Domingo Olivera erworben, der dort das erste unabhängige Forschungslabor für Landwirtschaft in Argentinien einrichtete. Sein Sohn Eduardo wurde diplomierter Landwirt und eines der Gründungsmitglieder der Sociedad Rural Argentina und Organisator der ersten Landwirtschaftsausstellung Argentiniens 1866.
Die Familie Olivera verkaufte das Grundstück 1912 an die Stadt Buenos Aires und unter der Direktive von Carlos Thays wurde dort 1914 der Parque Olivera eröffnet. Noch im gleichen Jahr wurde der Park zu Ehren des ehemaligen Präsidenten Nicolás Avellaneda umbenannt in Parque Avellaneda.
Zum Zeitpunkt der Eröffnung war der Park mit seinen 50 Hektar die größte durchgehende Grünfläche in Buenos Aires. 1916 wurde dort eine Baumschule eröffnet, um den Bedarf an Baumsetzlingen in der Stadt nachzukommen. 1925 eröffnete der Erzieher Antonio Zaccagnini eine Schule für behinderte Kinder am Ostende des Parks und 1930 wurde die Parkeisenbahn des Zoos in den Parque Avellaneda verlegt.
Der Ausbau der Avenida Francisco Bilbao in den 1950ern trennte ein acht Hektar großes Stück im Süden des Parks ab, das dann umgewidmet wurde für einen Stromnetzbetreiber. Die größte Veränderung im Aussehen des Parks wurde jedoch durch eine Enteignung entlang der Avenida Bilbao hervorgerufen, wo die Perito-Moreno-Schnellstraße gebaut wurde. 1980 eröffnet, nimmt die Schnellstraße den größten Teil dessen ein, was vorher der südliche Teil des Parks gewesen ist. Diese Entwicklung und die Wirtschaftskrise in den 1980ern trugen zum Verfall des Parks bei. Erst 1989 ging es wieder aufwärts, als die Villa Olivera nach Jahren des Leerstands als Kulturzentrum wieder eröffnet wurde. 1996 wurde ein Nachfahr der Familie Olivera, Enrique Olivera, Vize-Bürgermeister von Buenos Aires und initiierte als solcher Projekte zur Wiederherstellung des Parks. So wurden im Juli 2000 auch die Eisenbahn wieder eröffnet und das „Heilpflanzen-Farm-Kulturzentrum“ eingeweiht, eine Hommage an den Ursprung des Parks.